# جاکومو آنتونیو فانچلی
جاکومو آنتونیو فانچلی (ایتالیایی: Giacomo Antonio Fancelli؛ ‏ ۱۶۰۶ – ۱۶۷۴) مجسمه‌ساز و گچ‌بر سبک باروک اهل ایتالیا بود.
وی برادر کوزیمو فانچلی و از شاگردان جان لورنتسو برنینی بود. مجسمهٔ «خدای رودخانهٔ نیل» در فواره چهار رودخانه از آثار اوست.